# Myndus flavescens
Myndus flavescens är en insektsart som beskrevs av Van Stalle 1983. Myndus flavescens ingår i släktet Myndus och familjen kilstritar. Inga underarter finns listade i Catalogue of Life.